# Kemetismus

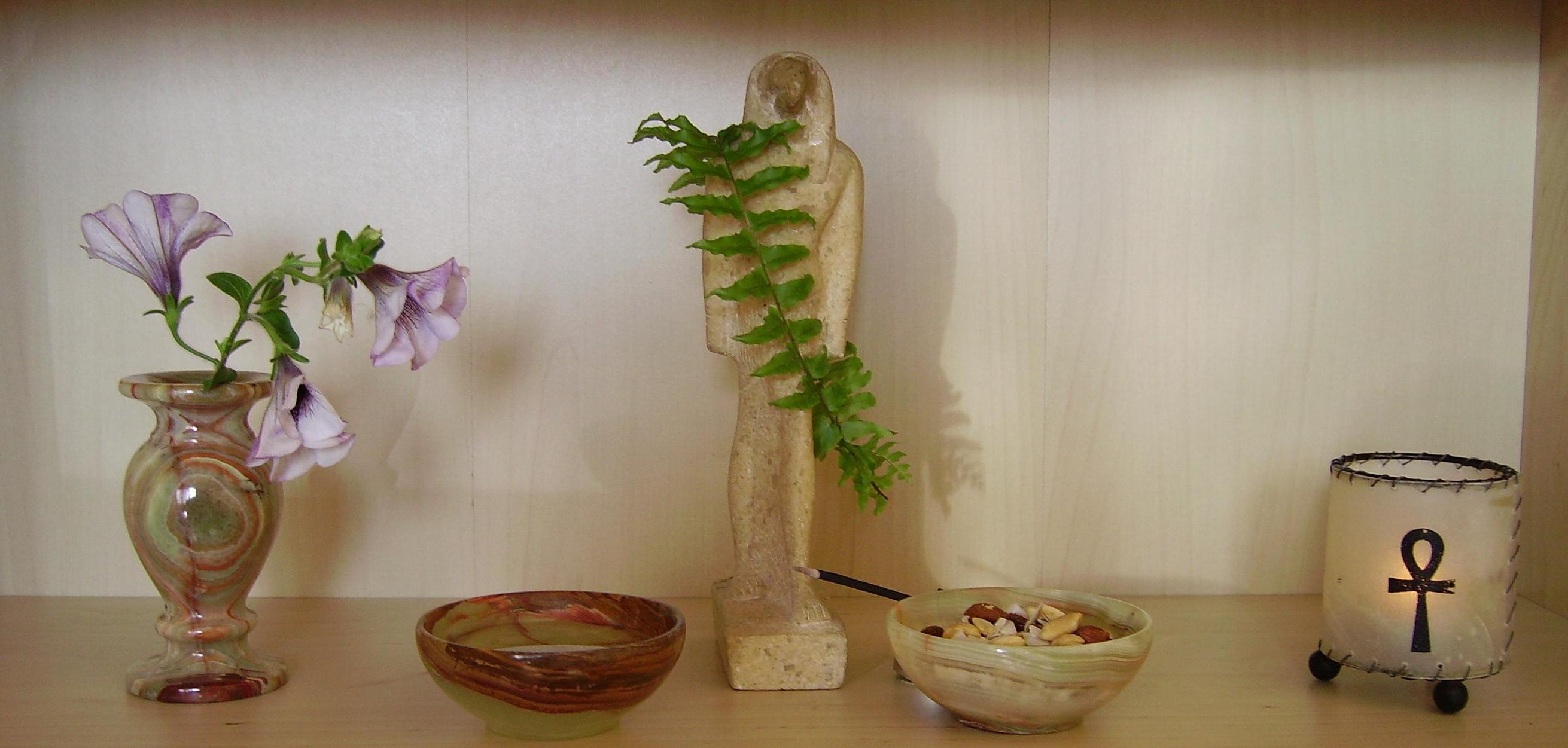
Ein Altar für Thot

Der Kemetismus, auch Ägyptisches Neuheidentum oder Ägyptischer Neopaganismus genannt, ist eine zeitgenössische Bestrebung zur Wiederbelebung einer vorchristlichen einheimischen „Naturreligion“ unter Berufung auf Kultur, Mythologie und Glaubenswelt der alten Ägypter. Die Bewegung verfügt in den USA, Frankreich und Tschechien über die meisten Anhänger.

## Geschichte
Der Kemetismus tauchte in den 1970ern zusammen mit anderen neuheidnischen Religionen in den USA auf. 1970 wurde die Church of the Eternal Source, 1973 die Ausar Auset Society und in den 1980ern das Kemetic Orthodoxy gegründet. In den 2000ern breitete sich der Kemetismus auch außerhalb der USA aus.

## Strömungen
Es gibt drei große Strömungen des Kemetismus: den traditionellen „orthodoxen Kemetismus“, den „schwarzen (afrozentrischen) Kemetismus“ und den „Neo-Kemetismus“.

## Gottheiten

Horus

Im Kemetismus werden alle ägyptischen Götter verehrt. Die wichtigsten sind:
- Re/Ra: Sonnengott, wird als wichtigster Gott angesehen, da nur durch ihn das Leben möglich ist. Er hat den Kopf eines Falken.
- Horus: Hauptgott, trägt meistens ein Was-Zepter und Anch. Er hat den Kopf eines Falken.
- Anubis: Gott der Totenriten. Er hat den Kopf eines Schakals.
- Osiris: Gott des Jenseits. Er hat einen Menschenkopf.
- Thot: Gott des Mondes, der Magie, der Wissenschaft, der Schreiber, der Weisheit und des Kalenders. Er hat den Kopf eines Ibis.
- Isis: Göttin der Geburt, der Wiedergeburt und der Magie, aber auch Totengöttin.